# Religião iorubá

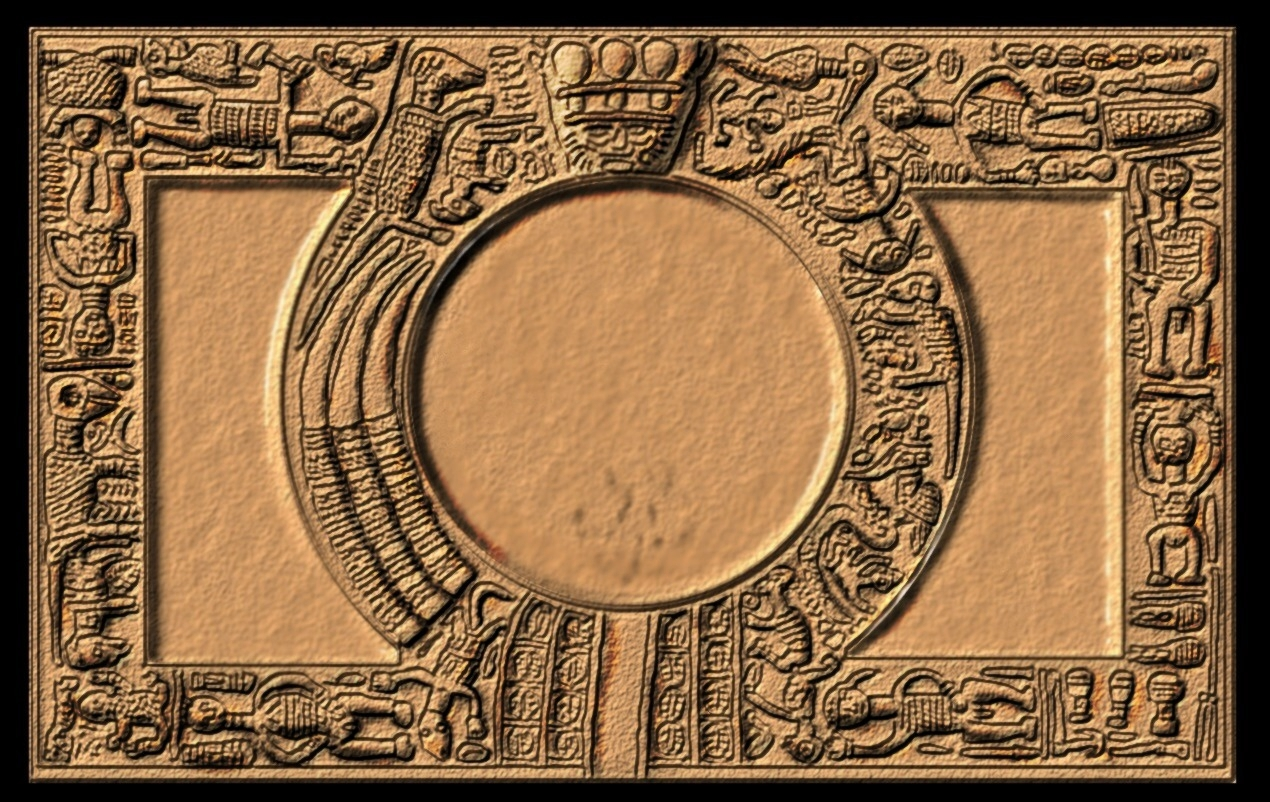
Tábua de (Opom-Ifá)

Os Iorubás vivem principalmente no sul e sudoeste da Nigéria, sudeste de Benim e em menor número no centro-sul do Togo, tudo compreendido como a Iorubalândia. Sua religião engloba uma religião e visão de mundo, cosmovisão, rica mitologicamente, com função de normatizar o comportamento pessoal e coletivo. A religião baseia-se no culto aos Orixás, intermediários entre a humanidade e o Ser Superior criador do universo (chamado Olódùmarè / Olorun / Olofi). Todos são retratados com as mesmas contradições e defeitos humanos, havendo em muitos histórias de redenção pela reeducação e bom comportamento, de forma oposta à divisão maniqueísta entre bem e mal, sagrado e profano. Um aspecto fundamental e definidor da religião é dado pelos Itãs de Ifá, um sistema oracular que determina todas as ações dos iorubás, do casamento a atividades cotidianas.
O número de divindades é impreciso, podendo ir de duzentas a mil e setecentas, segundo Maria Inez Couto de Almeida. A fama de algumas dessas divindades atravessou continentes, enquanto outras são de culto familiar, em pequenas localidades. A religião iorubá cruzou o Atlântico durante o período colonial e de escravização por parte dos europeus e influenciou religiões como a Santería, em Cuba, e o Candomblé, no Brasil.

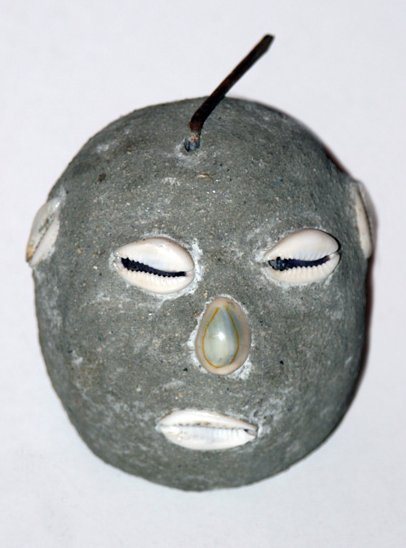
Representação de Eleguá na Venezuela feita em concreto

## Mito da Criação
Há dois grandes mitos Iorubas sobre a criação: um onde o criador é Obatalá, e outro onde o criador é Odudua. Na mitologia iorubá, o deus supremo é Olorum, chamado também de Olodumarê. Não aceita oferendas, pois tudo o que existe e pode ser ofertado já lhe pertence na qualidade de criador de tudo o que existe em todos os nove espaços do Orum.
Há algumas variantes do mito da criação iorubá, mas, de uma forma geral, há três principais raízes mitológicas, que ainda diferenciam-se em detalhes, mas que mantêm uma linha central.
Em algumas, Obatalá é o criador, não só do mundo, como também da humanidade, criando simultaneamente, no Orum (mundo espiritual) e no Aiê (mundo material).
Em outras, Odudua cria o mundo após Obatalá falhar na sua missão por haver embriagando-se com o emu (vinho de palma), restando, a ele, o poder da criação da humanidade no Orum e no Aiê.
Em outra variante, esta mais recente, é Orunmilá (a divindade do oráculo Ifá) o A explicação para isto é que o mito de Obatalá seria anterior à conquista de Ilê-Ifé por Odudua, pois Ilê-Ifé já era habitada por cultuadores de Obatalá. Assim, o mito de Odudua seria o novo mito adaptado para dar poderes ao conquistador sobre as terras de Ilê-Ifé, conquistadas.

## Alguns Orixás
Tais referências a alguns Orixás foram retiradas do livro The history of the Yorubas, de Samuel Johnson. Embora o autor tenha uma formação cristã e em sua obra perceba-se a tendência à comparação ao cristianismo e, às vezes, ao julgamento da religião iorubá, a obra tem sua importância no estudo dos mitos e religião desse povo. Entretanto, deve ser lido com cautela.
- Orixalá: descrito com poderes criativos e como quem moldou a humanidade, é colaborador de Olorum. Seus devotos distinguem-se por contas brancas em torno do pescoço e por usarem somente vestes brancas. Eram proibidos de consumir vinho de palmeira e seus sacrifícios não deviam ser salgados. Pessoas com algum tipo de limitação, como deficiência física, eram devotados a ele, sendo denominados Enri Orixá, ou seja, pertencente ao deus. Orixalá é o nome comum do deus conhecido e adorado em diferentes locais, sob diferentes denominações;
- Ori: divindade doméstica universal, adorada por ambos os sexos como deus do destino. A boa ou má sorte depende da vontade deste deus, portanto seus devotos têm boa sorte. Sua representação é uma corda de búzios em forma de coroa. Esta coroa era guardada em uma arca chamada de Ilê Ori, Casa de Ori. Quando algum devoto morria, a Casa de Ori juntamente com a representação eram destruídos e os búzios espalhados;
- Ogum: deus da guerra e dos ferreiros. Todos os objetos de ferro eram consagrados para ele. Sua representação era árvore de algodão plantada, sobre a qual era colocado um pedaço de granito em que era aspergido óleo de palmeira e sangue de animais sacrificados, geralmente cães;
- Exu ou Elebará, Irauô Acodó, Exu Odará, Latopá, Lafiã, Ocunrim Birigidi, Laroiê, Lalu Elebá Adô, (orixá com mais epítetos, Oriqui): orixá da ordem, disciplina, responsabilidade, Olopa Eledunmare lai lai (fiscal, juiz, policial de Olodumarê, desde tempos imemoriais). Primeira estrela criada por Olodumarê (Irawo Akoda). A ele são ofertados dendê, oti (bebida destilada), obi, etc. A crença é de que sua ira, uma vez provocada é difícil de conter (paapa-wara a tuka ma ṣe ṣaa - aquele que quebra em pedaços que ninguém poderá reconstruir). Seus devotos geralmente são reconhecidos por carregarem uma imagem esculpida em madeira (Erê Exu) enfeitada com búzios; Onibodê Eledumarê, o guardião do Deus Supremo, Olodumarê; Oṣeetura (epíteto que simboliza o transporte ágil do ebó ao seu destino, denota a ligação de Exu e Orunmilá, o deus do oráculo).
- Erinlé: foi um caçador nativo de Ajabussi, pobre e sem esposa. Diz-se que ele foi levado por uma forte correnteza do rio. Sua representação consiste na imagem de pedras lisas negras retiradas do rio Erinlé (batizado em sua homenagem) e ferro moldado na forma de pássaro. Seus seguidores se distinguem por usarem correntes de ferro ou cobre e braceletes do mesmo material;
- Ocô: também era um caçador, nativo de Irauô (Iràwo). Viveu muito tempo e quando não podia mais caçar, começou a praticar adivinhação e reuniu seguidores. Pessoas acusadas de feitiçaria eram levadas para o julgamento de Ocô. Diz-se que Ocô levava o acusado para uma caverna supostamente habitada por um demônio chamado Polo, e lá praticava sua magia. Se o acusado fosse inocente, Ocô retornava com ele; caso não, era decapitado e a cabeça arremessada para fora da caverna. A pessoa era executada por Polo. A representação de Ocô podia ser uma flauta de marfim.[5]
- Todos os orixás tem sua própria forma oracular que é o obi (Noz de Cola) e o erindilogum (16 búzios).[6]

## Alguns aspectos sociais da religião
Os ritos são manifestações da religiosidade e informam sobre a mesma. Historiadores da religião e antropólogos, como de Mircea Eliade e Claude Lévi-Strauss, apontam que para compreender o funcionamento das crenças e religião para as sociedades é preciso entender o caráter de sacralidade que as estórias possuem bem como de historicidade, já que para tais culturas, conforme Eliade, esses mitos contam o que de fato aconteceu in illo tempore (no tempo primordial), sendo essas narrativas a própria história daquelas pessoas. Neste sentido, apresentam-se agora três exemplos dos aspectos sociais que a religiosidade iorubá possui.
- Xangô: Segunda as lendas, Xangô foi o quarto rei dos iorubás, deificado após sua morte. Governou toda a nação ioruba, incluindo o atual Benim, Popos e Daomé, sendo que sua adoração continuou nesses lugares. É relacionada a ele a imagem de um governante tirano, destronado por seu povo e expulso do país. Seus amigos e esposa, Oiá, o renegaram. Assim, Xangô cometeu suicídio. Sua história se tornou muito conhecida e seus amigos, envergonhados e para expiar suas ações, decidiram estudar encantamentos. No retorno, decidiram colocar em prática o que haviam aprendido como forma vingança, atraindo trovões e raios. Interrogados sobre as mortes que ocorreram no processo, os amigos atribuíram a catástrofe ao falecido rei. Para apartar a vingança do rei, seus amigos ofereceram sacrifícios a ele como um deus, e assim esses mediadores se tornaram "Mobá" (defensores) e sacerdotes de Xangô. O emblema relacionado a Xangô é uma pedra lapidada em forma de machado. O ritual de iniciação nos mistérios de Xangô compreende uma série de processos até que o iniciado é considerado renascido como devoto de Xangô. Os trovões e relâmpagos, portanto, são consagrados a eles. Conforme as tradições, quando uma casa é atingida por um raio, rituais são performados. Não é permitido aos habitantes permanecerem na casa, até que o local seja purificado. Um vigilante é mantido na entrada para alertar a quem passar que aquele local é sagrado, até que se performem todos os rituais e o deus seja apaziguado. Todas as autoridades locais devem ir até o lugar do incidente e prestar homenagem a Xangô. Durante essas ocasiões, um grupo de adoradores de Xangô ia até o lugar servir de entretenimento para a família atingida e os vizinhos. O rei (alafim de Oió) também comparecia e era recebido com oferendas. Os sacerdotes entram na casa, após terem sido purificados, e procuram o lugar que o raio atingiu a casa e no qual “entrou no chão”. Depois de encontrar o local, o chão é cavado e o raio retirado com solenidade. A cerimônia de conclusão inclui a família dar um filho para ser iniciado nos mistérios do culto e futuramente são ressarcidos para reconstruir a casa. Oiá, esposa de Xangô, foi a única que o acompanhou até a nupé, entretanto decidiu permanecer em Ira, sua cidade nativa. E depois de ouvir sobre o suicídio de seu marido, fez o mesmo, sendo ainda deificada depois da morte. Os tornados e tempestades violentas são atribuídas a ela. O rio Níger é consagrado a Oiá;
- Orunmilá e Ieuá: Ieuá era uma Orixá de grande beleza que se casou com Orunmilá, depois de ter se casado e separado de diversos outros Orixás. Depois de um tempo Orunmilá decidiu manda Ieuá embora, pois ela não tinha bons modos, sendo preguiçosa e irresponsável. Mas Orunmilá ele percebeu que não podia viver sem ela, afinal sua vida ruiu. Vestiu-se egungum e foi procurá-la e a encontrou casada com Olójo, que recusou devolve-la. Orunmilá derrotou Olójo e Ieuá foi levada de volta. Esta história mostra a importância do bom caráter, simbolizado pela mulher, já que ela representa dois extremos: amor, cuidado, devoção e beleza, por outro lado fraqueza, deslealdade e falsidade. Percebe-se também que o homem deve cuidar do caráter, assim como da esposa;
- A morte: Os iorubás creem em vida após a morte e principalmente na reencarnação, e assim os mortos recebiam cuidados funerários para uma boa pós-vida. Com relação à vida após a morte, não há consenso sobre a localização do outro mundo, se embaixo da terra ou em um mundo invisível separado dos vivos. Outros achavam que os mortos iriam viver em tribos antigas. Quando morto, o indivíduo passava uma longa jornada, um rio com um barqueiro que precisa ser remunerado. Havia montanhas, portões. Assim, as cerimônias eram realizadas com comidas e bebidas para que o morto acumulasse energia para transcender ao outro mundo. Segundo a tradição, a forma humana (ara) é moldada em barro por Orixanlá e em seguida Olodumarê infla seu hálito, chamado emi (espírito). Além destes, o ser humano recebe a “alma”. Muitos tradutores antigos traduzem “alma” como ocã (okan; coração) ou emi. O coração é um órgão tangível, mas a “alma” é intangível. Assim, quando o corpo morre, o espírito e a essência aqui chamada de “alma” não acabam, mas voltam para Olodumarê, a fonte das almas. Portanto, a morte não é vista como extinção, mas como prolongamento da vida. Para se tornar um ancestral conceituado, o homem tem que viver bem, morrer bem e deixar bons filhos. Se morresse um jovem ou ocorresse uma morte inesperado, isto era encarado com tristeza. Caso fosse um idoso que teve uma vida próspera, ocorria uma celebração, haja visto a relação com os ancestrais. Com relação à chegada ao outro mundo, Maria Inez Couto de Almeida diz: “A mulher era enterrada com os objetos de que necessitaria de imediato: colares, brincos, roupas, comidas e utensílios; um caçador era enterrado com suas armas; uma pessoa da família real era acompanhado por um séquito de empregados e escravos, que eram executados na ocasião do enterro. Podemos deduzir desta prática que era esperado que os mortos tivessem no outro mundo as mesmas vantagens sociais e econômicas que tinham na terra. Isto sugere também que a vida lá continuava de forma muito semelhante à vida neste mundo.” Os iorubás também tinham o conceito do julgamento após a morte. As ações em vida também são julgadas. As divindades que combatem o mal que punem as pessoas ruins, e assim terão uma morte ruim também. Entretanto o julgamento final pertence a Olodumarê, que decide quem irá para o “outro mundo bom” e quem irá para o “outro mundo mal”. O mundo bom corresponde a diversos países, cidades, vilas, onde grupos de diferentes grupos de pessoas vivem juntas, com seus ancestrais e em uma vida boa. No mundo mal, a alma não é permitida se reunir com os ancestrais, condenada a vagar por locais desertos e comer restos de comidas e vermes. Com relação à reencarnação, os iorubás acreditam que seus ancestrais podem voltar ao mundo dos vivos, sendo uma das formas mais comuns a reencarnação na própria família, renascendo como filho ou neto do morto. As famílias não desejam que um ancestral que morreu de forma uma ruim reencarne. Assim, os maus ancestrais reencarnam em animais e vagam por locais abandonados.

## Egungum
Egungum é o nome dado ao festival de veneração de familiares falecidos, mas pode também referir-se aos próprios mortos, assim como a personificação deles por meio de máscaras e vestimentas, haja vista a relação dos iorubás com a morte.
O mais alto sacerdote do culto aos egunguns é chamado de Alabá, depois Exorum e então Aquerê, que estão nas posições mais altas. É considerado crime tocar a roupa de um egungum em público e desrespeitoso passar por um com a cabeça descoberta. Em cada cidade há vários Alabás ou sumo-sacerdotes de egungum, sendo que um governante é eleito para cada localidade. O indivíduo que alcança o mais alto nível do culto de egungum é o Alapini, um dos sete grandes e nobres homens de Oió. Ele reside na cidade real de Oió, sendo que só pode haver apenas um Alapini por vez. Em grandes cidades, cada “distrito” tem seu próprio Alabá em que uma casa é separada para o culto e as festividades são realizadas.

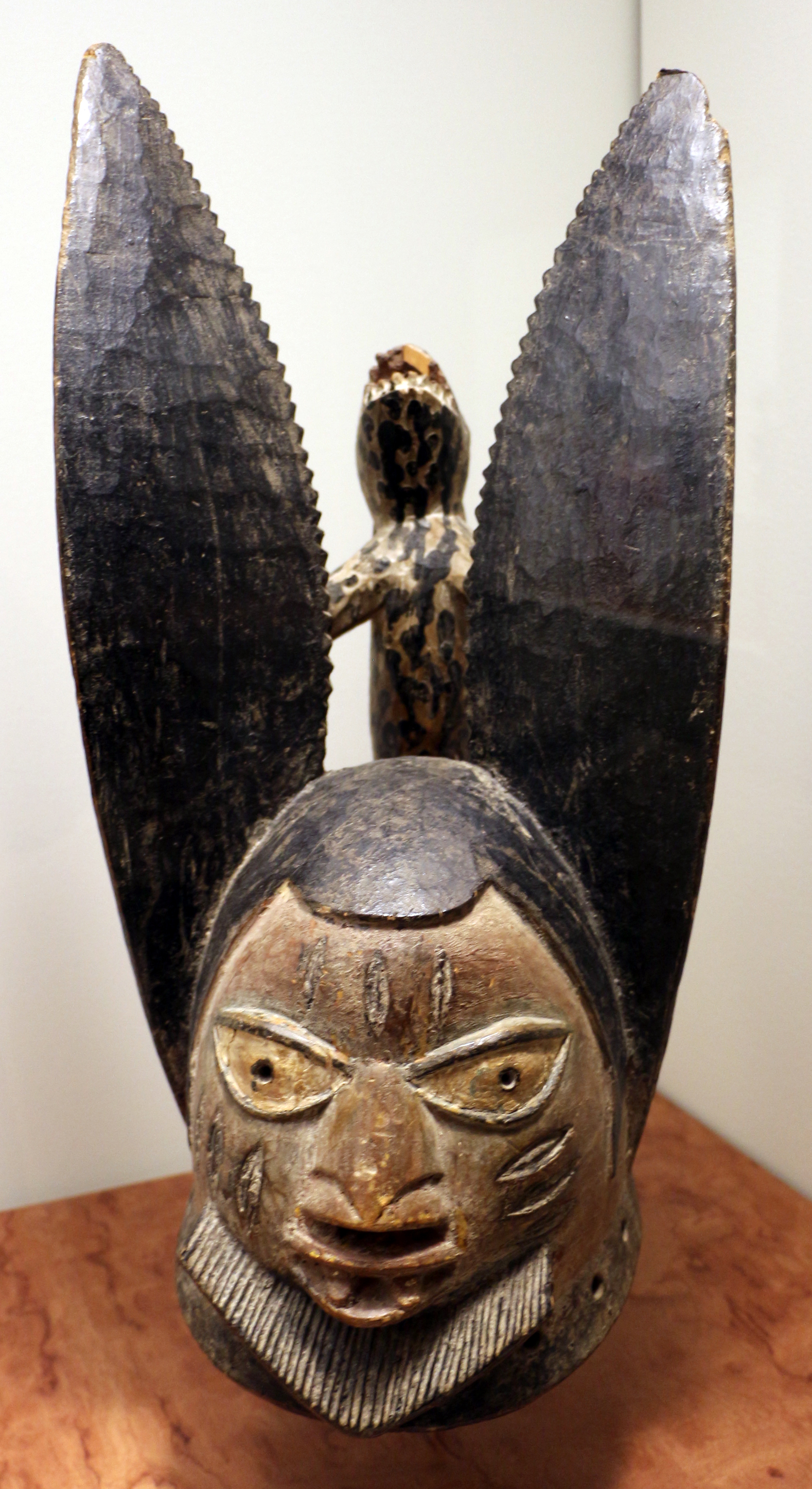
Máscara Egungum

Os Egunguns são cultuados geralmente com um tipo de bolo de feijões e óleo de palmeira no mês de fevereiro, depois da colheita de feijão, sendo seu “aniversário” celebrado em maio ou junho. Nestas celebrações, o momento é de reunião com os parentes e os amigos distantes. A cidade é arrumada para que o festival aconteça. A celebração acontece geralmente na véspera do festival, sendo realizada uma vigília (Icunlé) durante a noite para rezas no túmulo do egungum, invocando bênção e proteção. Sangue de animais sacrificiais é aspergido sobre os túmulos. Na manhã do festival, os Egunguns e os Alabás e os sacerdotes realizam uma procissão até a casa do chefe da cidade, onde praticam danças, bênçãos, homenagens... e então se dispersam para continuar celebrações pela cidade. O festival dura sete dias e no oitavo dia há um novo encontro na casa do chefe Alabá e então a festa é encerrada com jogos, músicas, esportes etc.

## Sistema de Ifá
Os sinais geomânticos utilizados no sistema de Ifá tem origem na geomancia árabe que, ao ser introduzida na Iorubalândia, absorveu a mitologia dos Orixás, formando o Ifá que conhecemos hoje. Ifá corresponde a uma linguagem própria com função de estabelecer uma conexão entre as duas realidades que compõem o mundo ioruba: Orum, a realidade invisível, e Aiê, a realidade visível. Assim, ele seria o oráculo dos iorubás, que se desenvolveu gradativamente desde tempos remotos entre os contextos culturais iorubás, nupés, edós e ibaribas. Contudo, os iorubás foram os responsáveis por elevar o sistema, enriquecê-lo e complexificá-lo com tradições orais, tornando-o um sistema sofisticado que engloba a espiritualidade, sociedade e cultura.
Para os seguidores de Orunmilá, tudo é determinado por Ifá. Não se faz absolutamente nada de importante sem consultar Ifá. A não observância das orientações pode acarretar graves consequências. Ifá aprova noivados, datas de casamentos, decide sobre a sociedade, aconselha sobre filhos, negócios. Oluó consulta Ifá por meio de iquim, ou búzios.
Segundo a tradição, Selitu teria sido o instituidor do sistema de Ifá. Conta-se que nasceu cego e seus pais deviam decidir o que fazer com a criança. Levados por sentimentos, decidiram criar Selitu. Ele cresceu de uma forma peculiar, já que possuía habilidades extraordinárias de adivinhação. Aos 5 anos, Selitu começou a praticar adivinhação em troca de pagamentos e, mais tarde, magia e medicina. Assim, juntou grande fortuna que lhe garantiu uma boa vida. Selitu também reuniu muitos seguidores, porém os muçulmanos decidiram o expulsar do país. Selitu, então, migrou até Ilê-Ifé, onde encontrou um local para praticar sua arte e fez dali sua residência. Logo, tronou-se famoso, impressionando os moradores, mudando até mesmo os costumes tribais locais. Selitu iniciou muitos de seus seguidores nos mistérios da adoração de Ifá, e logo isso se tornou o oráculo de todos os iorubás.
Para consultar Ifá, 16 castanhas são chacoalhadas juntas nas mãos, enquanto marcas são desenhadas em uma bandeja enfarinhada. Cada marca representa ao adivinho os feitos das divindades e dos heróis, que ele reconta e repete juntamente com as marcas até chegar à resposta desejada.

## No Brasil
Os iorubás deixaram uma presença importante no Brasil, e particularmente muito significativa no estado brasileiro da Bahia: 
| “ | Os nagôs (iorubás) são, ainda hoje, os africanos mais numerosos e influentes nesse estado (Bahia). Existiam aqui quase todas as pequenas nações iorubanas. Os mais numerosos são os de Oió, capital do reino de Iorubá, que, naturalmente, foram exportados ao tempo em que os hauçás invadiram o reino, destruíram sua capital e tomaram Ilorim. Depois, em ordem decrescente de número, vêm os de Ijexá, de que sobretudo há muitas mulheres. Depois os de Ebá, principalmente da sua capital Abeocutá. Em menor número, são os de Lagos, Queto, Ibadã. Apenas conheci um negro de Ifé. Conheço três de Iebu, dos quais o que estacionava todos os dias na porta do conhecido Bazar 65, de cujos proprietários foi escravo, acaba de falecer. Em geral, os nagôs do centro da Costa dos Escravos, os de Oió, Ilorim, Ijexá etc., são quase todos, na Bahia, muçurumins, malês ou muçulmanos, e a seus compatriotas se deve atribuir a grande revolta de 1835. Durante o último período da escravatura, os iorubás foram concentrados nas zonas urbanas, então em pleno apogeu; nas regiões suburbanas ricas e desenvolvidas do Norte e Nordeste, particularmente em Salvador e no Recife. Ligados pela origem mítica comum, pela prática religiosa e semelhança dos costumes, rapidamente os diversos grupos nagôs passaram a inter-relacionar-se. Não perderam contato com a África, dada a intensa atividade comercial entre a Bahia e a Costa Africana. | ” |

No Brasil, já foi elaborado um organograma contemplando os principais orixás conhecidos no Brasil, e mostrando algumas de suas principais características, em "Mitologia dos Orixás" (PRANDI, 2007), "Contos e Lendas Afro-brasileiros", "A Criação do Mundo" (PRANDI, 2007) e "Dicionário de Cultos Afro-Brasileiros" (CACCIATORE, 1988).